# Circonscription proportionnelle du Tōhoku
La circonscription proportionnelle du Tōhoku (比例東北ブロック, Hirei Tōhoku burokku) est l'un des onze blocs législatifs régionaux destinés à l'élection d'une partie des membres de la Chambre des représentants du Japon au scrutin proportionnel.

## Description géographique
La circonscription correspond à la région du Tōhoku, soit les préfectures d'Akita, Aomori, Fukushima, Iwate, Miyagi et Yamagata.

## Résultats électoraux

### Années 2020
| Parti | Parti                           | Résultats | Résultats | Résultats | Résultats     | Députés élus (12)                                                                                               |
| Parti | Parti                           | Voix      | %         | Sièges    | +/-           | Députés élus (12)                                                                                               |
| ----- | ------------------------------- | --------- | --------- | --------- | ------------- | --- |
|       | Parti libéral-démocrate         | 1 188 975 | 31,45     | 5         | 1             | 1. Akinori Eto 2. Chisato Morishita (ja) 3. Junji Fukuhara (ja) 4. Nobuhide Minorikawa (ja) 5. Taku Nemoto (ja) |
|       | Parti démocrate constitutionnel | 993 007   | 26,26     | 4         | en stagnation | 1. Yūki Baba (ja) 2. Manabu Terata (ja) 3. Sekio Masuta (ja) 4. Yūki Saitō (ja)                                 |
|       | Parti démocrate du peuple       | 396 991   | 10,50     | 1         | 1             | 1. Daijirō Kikuchi (ja)                                                                                         |
|       | Kōmeitō                         | 367 341   | 9,72      | 1         | en stagnation | 1. Ken'ichi Shōji (ja)                                                                                          |
|       | Reiwa Shinsengumi               | 271 855   | 7,19      | 1         | 1             | 1. Wakako Sawara (ja)                                                                                           |
|       | Parti communiste japonais       | 223 409   | 5,91      | 0         | 1             | Aucun |
|       | Parti japonais de l'innovation  | 165 697   | 4,38      | 0         | 1             | Aucun |
|       | Sanseitō                        | 94 354    | 2,50      | 0         | —             | Aucun |
|       | Parti social-démocrate          | 79 484    | 2,10      | 0         | en stagnation | Aucun |

| Parti | Parti                           | Résultats | Résultats | Résultats | Résultats     | Députés élus (13) |
| Parti | Parti                           | Voix      | %         | Sièges    | +/-           | Députés élus (13) |
| ----- | ------------------------------- | --------- | --------- | --------- | ------------- | --- |
|       | Parti libéral-démocrate         | 1 628 233 | 39,51     | 6         | 1             | 1. Jun Tsushima (ja) 2. Ken'ya Akiba 3. Ichirō Kanke (ja) 4. Yoshitami Kameoka (ja) 5. Katsutoshi Kaneda 6. Kentarō Uesugi (ja) |
|       | Parti démocrate constitutionnel | 991 505   | 24,06     | 4         | 1             | 1. Akiko Okamoto 2. Manabu Terata (ja) 3. Ichirō Ozawa 4. Yūki Baba (ja)                                                        |
|       | Kōmeitō                         | 456 287   | 11,07     | 1         | en stagnation | 1. Ken'ichi Shōji (ja) |
|       | Parti communiste japonais       | 292 830   | 7,11      | 1         | en stagnation | 1. Chizuko Takahashi |
|       | Parti japonais de l'innovation  | 258 690   | 6,28      | 1         | 1             | 1. Atsushi Hayasaka (ja) |
|       | Parti démocrate du peuple       | 195 754   | 4,75      | 0         | —             | Aucun |
|       | Reiwa Shinsengumi               | 143 265   | 3,48      | 0         | —             | Aucun |
|       | Parti social-démocrate          | 101 442   | 2,46      | 0         | en stagnation | Aucun |
|       | Parti anti-NHK                  | 52 664    | 1,28      | 0         | —             | Aucun |

### Années 2010
| Parti | Parti                              | Résultats | Résultats | Résultats | Résultats     | Députés élus (13)                                                                                            |
| Parti | Parti                              | Voix      | %         | Sièges    | +/-           | Députés élus (13)                                                                                            |
| ----- | ---------------------------------- | --------- | --------- | --------- | ------------- | --- |
|       | Parti libéral-démocrate            | 1 453 871 | 34,59     | 5         | en stagnation | 1. Akinori Eto 2. Yoshitami Kameoka (ja) 3. Takashi Fujiwara (ja) 4. Hinako Takahashi 5. Kentarō Uesugi (ja) |
|       | Parti de l'espoir                  | 912 819   | 21,72     | 3         | —             | 1. Manabu Terata (ja) 2. Shinji Oguma (ja) 3. Takashi Midorikawa (ja)                                        |
|       | Parti démocrate constitutionnel    | 761 117   | 18,11     | 3         | —             | 1. Akiko Okamoto 2. Makoto Yamazaki (ja) 3. Yukihiko Akutsu (ja)                                             |
|       | Kōmeitō                            | 463 740   | 11,03     | 1         | 1             | 1. Yoshihisa Inoue (ja)                                                                                      |
|       | Parti communiste japonais          | 310 559   | 7,39      | 1         | en stagnation | 1. Chizuko Takahashi                                                                                         |
|       | Parti japonais de l'innovation     | 127 674   | 3,04      | 0         | —             | Aucun |
|       | Parti social-démocrate             | 105 589   | 2,51      | 0         | en stagnation | Aucun |
|       | Parti du cœur japonais             | 44 960    | 1,07      | 0         | en stagnation | Aucun |
|       | Parti de la réalisation du bonheur | 22 626    | 0,54      | 0         | en stagnation | Aucun |

| Parti | Parti                              | Résultats | Résultats | Résultats | Résultats     | Députés élus (14) |
| Parti | Parti                              | Voix      | %         | Sièges    | +/-           | Députés élus (14) |
| ----- | ---------------------------------- | --------- | --------- | --------- | ------------- | --- |
|       | Parti libéral-démocrate            | 1 265 372 | 32,94     | 5         | en stagnation | 1. Ichirō Kanke (ja) 2. Takashi Fujiwara (ja) 3. Hinako Takahashi 4. Hidenori Hashimoto (ja) 5. Shigeaki Katsunuma (ja) |
|       | Parti démocrate du Japon           | 863 539   | 22,48     | 4         | 1             | 1. Emi Kaneko 2. Yōsuke Kondō (ja) 3. Manabu Terata (ja) 4. Kazuko Kōri (2014-2017) 5. Izumi Yoshida (ja) (2017)        |
|       | Parti japonais de l'innovation     | 499 437   | 13,00     | 2         | —             | 1. Sekio Masuta (ja) 2. Toshihide Muraoka (ja)                                                                          |
|       | Kōmeitō                            | 431 169   | 11,22     | 2         | 1             | 1. Yoshihisa Inoue (ja) 2. Yūichi Mayama (ja)                                                                           |
|       | Parti communiste japonais          | 379 811   | 9,89      | 1         | en stagnation | 1. Chizuko Takahashi |
|       | Parti de la vie du peuple          | 181 487   | 4,72      | 0         | —             | Aucun |
|       | Parti social-démocrate             | 131 857   | 3,43      | 0         | en stagnation | Aucun |
|       | Parti des générations futures      | 71 026    | 1,85      | 0         | —             | Aucun |
|       | Parti de la réalisation du bonheur | 18 201    | 0,47      | 0         | en stagnation | Aucun |

| Parti | Parti                                     | Résultats | Résultats | Résultats | Résultats     | Députés élus (14)                                                                                                |
| Parti | Parti                                     | Voix      | %         | Sièges    | +/-           | Députés élus (14)                                                                                                |
| ----- | ----------------------------------------- | --------- | --------- | --------- | ------------- | --- |
|       | Parti libéral-démocrate                   | 1 238 716 | 28,55     | 5         | 1             | 1. Hinako Takahashi 2. Takashi Fujiwara (ja) 3. Hidenori Hashimoto (ja) 4. Miyo Ōkubo (ja) 5. Sachiko Kanno (ja) |
|       | Parti démocrate du Japon                  | 805 709   | 18,57     | 3         | 4             | 1. Izumi Yoshida (ja) 2. Yōsuke Kondō (ja) 3. Kazuko Kōri                                                        |
|       | Association pour la restauration du Japon | 725 006   | 16,71     | 2         | —             | 1. Shinji Oguma (ja) 2. Toshihide Muraoka (ja)                                                                   |
|       | Kōmeitō                                   | 398 131   | 9,18      | 1         | en stagnation | 1. Yoshihisa Inoue (ja)                                                                                          |
|       | Parti du futur du Japon                   | 391 216   | 9,02      | 1         | —             | 1. Kōji Hata (ja)                                                                                                |
|       | Parti de tous                             | 306 102   | 7,06      | 1         | 1             | 1. Hiroki Hayashi (ja)                                                                                           |
|       | Parti communiste japonais                 | 256 838   | 5,92      | 1         | en stagnation | 1. Chizuko Takahashi                                                                                             |
|       | Parti social-démocrate                    | 160 367   | 3,70      | 0         | 1             | Aucun |
|       | Nouveau Parti de la réforme               | 41 587    | 0,96      | 0         | —             | Aucun |
|       | Parti de la réalisation du bonheur        | 14 825    | 0,34      | 0         | en stagnation | Aucun |

### Années 2000
| Parti | Parti                              | Résultats | Résultats | Résultats | Résultats     | Députés élus (14) |
| Parti | Parti                              | Voix      | %         | Sièges    | +/-           | Députés élus (14) |
| ----- | ---------------------------------- | --------- | --------- | --------- | ------------- | --- |
|       | Parti démocrate du Japon           | 2 433 836 | 45,48     | 7         | 2             | 1. Masayo Tanabu 2. Kyōichi Tsushima (ja) 3. Noriko Nakanowatari (ja) 4. Miki Wajima (ja) (2009-2012) 5. Kazuo Takamatsu (ja) 6. Chōuemon Kikuchi (ja) 7. Kazuyuki Yamaguchi (ja) 8. Ippu Watanabe (ja) (2012) |
|       | Parti libéral-démocrate            | 1 491 761 | 27,87     | 4         | 2             | 1. Masayoshi Yoshino 2. Ken'ya Akiba 3. Toshiaki Endō (ja) 4. Katsutoshi Kaneda |
|       | Kōmeitō                            | 516 688   | 9,65      | 1         | en stagnation | 1. Yoshihisa Inoue (ja) |
|       | Parti social-démocrate             | 316 635   | 5,92      | 1         | en stagnation | 1. Hideo Yoshiizumi (ja) |
|       | Parti communiste japonais          | 315 201   | 5,89      | 1         | en stagnation | 1. Chizuko Takahashi |
|       | Parti de tous                      | 241 445   | 4,51      | 0         | —             | Aucun |
|       | Parti de la réalisation du bonheur | 36 295    | 0,68      | 0         | —             | Aucun |

| Parti | Parti                     | Résultats | Résultats | Résultats | Résultats     | Députés élus (14) |
| Parti | Parti                     | Voix      | %         | Sièges    | +/-           | Députés élus (14) |
| ----- | ------------------------- | --------- | --------- | --------- | ------------- | --- |
|       | Parti libéral-démocrate   | 1 901 595 | 36,55     | 6         | en stagnation | 1. Gōji Sakamoto (ja) 2. Masashi Nakano (ja) 3. Tatsuo Satō (ja) 4. Tokuichirō Tamazawa (ja) 5. Atsushi Watanabe (ja) 6. Kōji Futada (ja) |
|       | Parti démocrate du Japon  | 1 748 165 | 33,60     | 5         | en stagnation | 1. Kazuko Kōri 2. Hokuto Yokoyama (ja) 3. Izumi Yoshida (ja) 4. Yōsuke Kondō (ja) 5. Masayo Tanabu                                        |
|       | Kōmeitō                   | 620 638   | 11,93     | 1         | en stagnation | 1. Yoshihisa Inoue (ja) |
|       | Parti social-démocrate    | 362 523   | 6,97      | 1         | en stagnation | 1. Tetsuo Kanno (ja) |
|       | Parti communiste japonais | 325 176   | 6,25      | 1         | en stagnation | 1. Chizuko Takahashi |
|       | Nouveau Parti du peuple   | 244 933   | 4,71      | 0         | —             | Aucun |

| Parti | Parti                     | Résultats | Résultats | Résultats | Résultats     | Députés élus (14) |
| Parti | Parti                     | Voix      | %         | Sièges    | +/-           | Députés élus (14) |
| ----- | ------------------------- | --------- | --------- | --------- | ------------- | --- |
|       | Parti libéral-démocrate   | 1 794 284 | 37,63     | 6         | 1             | 1. Masayoshi Yoshino 2. Kōji Futada (ja) 3. Kōki Hagino (ja) 4. Kyōichi Tsushima (ja) 5. Tokuichirō Tamazawa (ja) 6. Masashi Nakano (ja) |
|       | Parti démocrate du Japon  | 1 784 768 | 37,43     | 5         | 2             | 1. Kiyohito Hashimoto (ja) 2. Teruhiko Mashiko (ja) 3. Yōsuke Kondō (ja) 4. Izumi Yoshida (ja) 5. Michihiko Kano                         |
|       | Kōmeitō                   | 565 179   | 11,85     | 1         | en stagnation | 1. Yoshihisa Inoue (ja) |
|       | Parti communiste japonais | 313 290   | 6,57      | 1         | en stagnation | 1. Chizuko Takahashi |
|       | Parti social-démocrate    | 310 187   | 6,51      | 1         | en stagnation | 1. Kiyohiro Yamamoto (ja) |

| Parti | Parti                        | Résultats | Résultats | Résultats | Résultats     | Députés élus (14) |
| Parti | Parti                        | Voix      | %         | Sièges    | +/-           | Députés élus (14) |
| ----- | ---------------------------- | --------- | --------- | --------- | ------------- | --- |
|       | Parti libéral-démocrate      | 1 545 028 | 31,96     | 5         | 1             | 1. Hidefumi Minorikawa (ja) (2000-2003) 2. Hiroyuki Arai (ja) 3. Kōki Hagino (ja) 4. Gōji Sakamoto (ja) 5. Ichio Kumagai (ja) 6. Kyōichi Tsushima (ja) (2003) |
|       | Parti démocrate du Japon     | 1 024 253 | 21,19     | 3         | 1             | 1. Ichirō Hino (ja) (2000-2003) 2. Yasusuke Konta (ja) 3. Takao Satō (ja) 4. Masayo Tanabu (2003)                                                             |
|       | Parti libéral                | 786 751   | 16,27     | 3         | —             | 1. Kijūrō Sugahara (ja) (2000-2001) 2. Kentarō Kudō (ja) 3. Yoshinobu Takahashi (ja) 4. Kentarō Ishihara (ja) (2001-2003)                                     |
|       | Parti social-démocrate       | 517 267   | 10,70     | 1         | en stagnation | 1. Tetsuo Kanno (ja) |
|       | Kōmeitō                      | 474 238   | 9,81      | 1         | —             | 1. Yoshihisa Inoue (ja) |
|       | Parti communiste japonais    | 391 055   | 8,09      | 1         | en stagnation | 1. Zenmei Matsumoto (ja) |
|       | Association des indépendants | 82 978    | 1,72      | 0         | —             | Aucun |
|       | Ligue libérale               | 13 196    | 0,27      | 0         | en stagnation | Aucun |

### Années 1990
| Parti | Parti                     | Résultats | Résultats | Résultats | Députés élus (16) |
| Parti | Parti                     | Voix      | %         | Sièges    | Députés élus (16) |
| ----- | ------------------------- | --------- | --------- | --------- | --- |
|       | Parti libéral-démocrate   | 1 630 777 | 35,27     | 6         | 1. Yoshiyuki Hozumi (ja) 2. Hidefumi Minorikawa (ja) 3. Ichio Kumagai (ja) 4. Kōji Futada (ja) 5. Toshiaki Endō (ja) 6. Tokuichirō Tamazawa (ja) |
|       | Shinshintō                | 1 532 987 | 33,15     | 6         | 1. Kōdō Kohata (ja) 2. Yoshihisa Inoue (ja) 3. Tatsuo Sasayama (ja) 4. Yasusuke Konta (ja) 5. Kōki Hagino (ja) 6. Kijūrō Sugahara (ja)           |
|       | Parti démocrate du Japon  | 513 410   | 11,10     | 2         | 1. Ichirō Hino (ja) 2. Kōichirō Genba |
|       | Parti communiste japonais | 442 790   | 9,58      | 1         | 1. Zenmei Matsumoto (ja) |
|       | Parti social-démocrate    | 382 271   | 8,27      | 1         | 1. Kenjirō Hatakeyama (ja) |
|       | Nouveau Parti socialiste  | 84 167    | 1,82      | 0         | Aucun |
|       | Ligue libérale            | 37 661    | 0,81      | 0         | Aucun |